# Barry Barish
Barry Clark Barish (Omaha, Nebraska, EUA, 27 de gener de 1936) és un físic experimental estatunidenc especialitzat en la detecció d'ones gravitacionals i premi Nobel. És professor emèrit de física a l'Institut Tecnològic de Califòrnia.

## Vida
Barish, nascut a Nebraska, de jove es traslladà a Califòrnia, i estudià a un institut a Los Angeles. Després estudià física a la Universitat de Califòrnia a Berkeley i aconseguí graduar-se el 1957 i doctorar-se en física d'altes energies el 1962. Ingressà en el Caltech l'any següent com a membre d'un nou grup de recerca per a treballar experimentalment en física de partícules emprant els acceleradors de partícules dels laboratoris nacionals.

## Obra
El principal camp de recerca de Barish ha estat l'interferòmetre làser d'ones gravitacionals dels observatoris estatunidencs LIGO, des que es va convertir en investigador principal el 1994 i en director el 1997. Liderà les fases de disseny final, aprovació del finançament per part del NSF National Science el 1994, i després la construcció i posada en marxa dels dos interferòmetres LIGO a Livingston, Lousiana, i Hanford, Washington. El 1997, va crear la LIGO Scientific Collaboration (LSC), que permet a més de 1000 col·laboradors d'arreu del món participar en LIGO. Al LIGo s'hi detectà per primer cop una ona gravitacional el 14 de setembre de 2015.

## Guardons
El juny de 2017 fou guardonat amb el Premi Princesa d'Astúries d'Investigació Científica i Tècnica juntament amb Kip Thorne, Rainer Weiss i l'observatori LIGO.
El 2017, fou guardonat amb el Premi Nobel de Física juntament amb Rainer Weiss i Kip Thorne "per contribucions decisives al detector LIGO i l'observació de les ones gravitacionals".